# Callicereon heterochroa
Callicereon heterochroa là một loài bướm đêm trong họ Noctuidae.